# Andfjorden
L'Andfjorden és un fiord situat a la frontera entre els comtats de Nordland i Troms, Noruega. Flueix principalment entre les grans illes de Andøya i Senja. Grytøya i altres illots més petites com Bjarkøya i Krøttøya es troben en el fiord. L'encreuament principal és a través del Ferri Andanes-Gryllefjord entre els municipis d'Andøy i de Torsken.
El fiord és d'uns 60 quilòmetres de llarg, té una amplada màxima de 30 quilòmetres, i té una profunditat màxima de 517 metres que fa que sigui una rica zona d'alimentació per catxalots i orques. Safaris d'orques s'executen des d'Andanes i des de Krøttøya. Altres fiords ramifiquen el fiord incloent el Vågsfjorden i d'altres de menors.